# ریو تایپاله
رِیّو تایپاله (فنلاندی: Reijo Taipale؛ ‏ ۹ مارس ۱۹۴۰ – ۲۶ آوریل ۲۰۱۹) خواننده اهل فنلاند بود.
از فیلم‌هایی که وی در آن نقش داشته‌است، می‌توان به دختر کارخانه کبریت‌سازی اشاره کرد.